# Coupe d'Afrique des nations de football 1978
Navigation
Éthiopie 1976 Nigéria 1980

La Coupe d'Afrique des nations de football 1978 a lieu au Ghana entre le 5 et le 16 mars 1978. C'est la deuxième fois que le pays accueille la compétition, après l'éditions 1963. La compétition est disputée dans deux stades, à Accra et Kumasi.
Vingt-cinq sélections sont inscrites aux éliminatoires, qui délivrent six billets pour la phase finale, toujours jouée avec huit équipes. Deux d'entre elles sont qualifiées d'office : il s'agit du Ghana, pays organisateur et du Maroc, vainqueur de l'édition précédente. Les huit qualifiés sont répartis en deux poules de quatre équipes, dont les deux premiers accèdent à la poule finale. 
C'est le pays hôte, le Ghana qui remporte le trophée après avoir battu en finale l'Ouganda, qui atteint pour la première fois ce niveau de la compétition. C'est le troisième titre de champion d'Afrique pour les Ghanéens.
La sélection de Haute-Volta fait sa première apparition dans un tournoi continental, après avoir obtenu sa qualification à la suite de la disqualification simultanée du Mali et de la Côte d'Ivoire lors des éliminatoires.

## Tournoi de qualification

### Équipes engagées
| Pays        | Qualification     | Participations             |
| ----------- | ----------------- | -------------------------- |
| Ghana       | Pays organisateur | 4 (1963, 1965, 1968, 1970) |
| Maroc       | Tenant du titre   | 2 (1972, 1976)             |
| Ouganda     | Tour préliminaire | 4 (1962, 1968, 1974, 1976) |
| Nigeria     | Tour préliminaire | 2 (1963, 1976)             |
| Zambie      | Tour préliminaire | 1 (1974)                   |
| Haute-Volta | Tour préliminaire | Première participation     |
| Tunisie     | Tour préliminaire | 3 (1962, 1963, 1965)       |
| Congo       | Tour préliminaire | 3 (1968, 1972, 1974)       |

## Tournoi final

### Groupe A
| Rang | Équipe      | Pts | J | G | N | P | Bp | Bc | Diff |
| ---- | ----------- | --- | - | - | - | - | -- | -- | ---- |
| 1    | Ghana       | 5   | 3 | 2 | 1 | 0 | 6  | 2  | +4   |
| 2    | Nigeria     | 4   | 3 | 1 | 2 | 0 | 5  | 3  | +2   |
| 3    | Zambie      | 3   | 3 | 1 | 1 | 1 | 3  | 2  | +1   |
| 4    | Haute-Volta | 0   | 3 | 0 | 0 | 3 | 2  | 9  | -7   |

1re journée
| 5 mars 1978 | Ghana                         | 2 – 1 | Zambie    | Accra Sports Stadium, Accra                       |                                                   |
|             | Afriyie 21e · Abdul Razak 55e |       | 8e Kapita | Spectateurs : 50 000 Arbitrage : Suleiman El Naim | Spectateurs : 50 000 Arbitrage : Suleiman El Naim |
|             | Rapport                       |       |           | Spectateurs : 50 000 Arbitrage : Suleiman El Naim | Spectateurs : 50 000 Arbitrage : Suleiman El Naim |

| 5 mars 1978 | Nigeria                                        | 4 – 2 | Haute-Volta          | Accra Sports Stadium, Accra            |                                        |
|             | Chukwu 17e · Amiesimaka 31e · Odegbami 44e 82e |       | 50e Hien · 52e Koïta | Spectateurs : 50 000 Arbitrage : Sylla | Spectateurs : 50 000 Arbitrage : Sylla |
|             | Rapport                                        |       |                      | Spectateurs : 50 000 Arbitrage : Sylla | Spectateurs : 50 000 Arbitrage : Sylla |

2e journée
| 8 mars 1978 | Zambie                      | 2 – 0 | Haute-Volta | Accra Sports Stadium, Accra               |                                           |
|             | P. Phiri 20e · B. Phiri 88e |       |             | Spectateurs : 60 000 Arbitrage : C. Monty | Spectateurs : 60 000 Arbitrage : C. Monty |
|             | Rapport                     |       |             | Spectateurs : 60 000 Arbitrage : C. Monty | Spectateurs : 60 000 Arbitrage : C. Monty |

| 8 mars 1978 | Nigeria      | 1 – 1 | Ghana      | Accra Sports Stadium, Accra |                      |
|             | Odegbami 33e |       | 76e Klutse | Spectateurs : 60 000        | Spectateurs : 60 000 |
|             | Rapport      |       |            | Spectateurs : 60 000        | Spectateurs : 60 000 |

3e journée
| 10 mars 1978 | Zambie  | 0 – 0 | Nigeria | Accra Sports Stadium, Accra |
|              |         |       |         | Spectateurs : 25 000        |
|              | Rapport |       |         |                             |

| 10 mars 1978 | Ghana                      | 3 – 0 | Haute-Volta | Accra Sports Stadium, Accra                     |                                                 |
|              | Alhassan 3e 59e · Polo 52e |       |             | Spectateurs : 25 000 Arbitrage : Pierre Mutombo | Spectateurs : 25 000 Arbitrage : Pierre Mutombo |
|              | Rapport                    |       |             | Spectateurs : 25 000 Arbitrage : Pierre Mutombo | Spectateurs : 25 000 Arbitrage : Pierre Mutombo |

### Groupe B
| Rang | Équipe  | Pts | J | G | N | P | Bp | Bc | Diff |
| ---- | ------- | --- | - | - | - | - | -- | -- | ---- |
| 1    | Ouganda | 4   | 3 | 2 | 0 | 1 | 7  | 4  | +3   |
| 2    | Tunisie | 4   | 3 | 1 | 2 | 0 | 4  | 2  | +2   |
| 3    | Maroc   | 3   | 3 | 1 | 1 | 1 | 2  | 4  | -2   |
| 4    | Congo   | 1   | 3 | 0 | 1 | 2 | 1  | 4  | -3   |

1re journée
| 6 mars 1978 | Maroc     | 1 – 1 | Tunisie   | Kumasi Sports Stadium, Kumasi  |                                |
|             | Acila 29e |       | 63e Kaabi | Arbitrage : Gebreyesus Tesfaye | Arbitrage : Gebreyesus Tesfaye |
|             | Rapport   |       |           | Arbitrage : Gebreyesus Tesfaye | Arbitrage : Gebreyesus Tesfaye |

| 6 mars 1978 | Ouganda                                | 3 – 1 | Congo            | Kumasi Sports Stadium, Kumasi |                           |
|             | Omondi 1re · Semwanga 31e · Kisitu 81e |       | 80e Mamounoubala | Arbitrage : Hussein Fahmy     | Arbitrage : Hussein Fahmy |
|             | Rapport                                |       |                  | Arbitrage : Hussein Fahmy     | Arbitrage : Hussein Fahmy |

2e journée
| 9 mars 1978 | Tunisie                        | 3 – 1 | Ouganda     | Kumasi Sports Stadium, Kumasi                       |                                                     |
|             | Labidi 36e · Ben Aziza 38e 83e |       | 71e Musenze | Spectateurs : 50 000 Arbitrage : Abdelkader Aouissi | Spectateurs : 50 000 Arbitrage : Abdelkader Aouissi |
|             | Rapport                        |       |             | Spectateurs : 50 000 Arbitrage : Abdelkader Aouissi | Spectateurs : 50 000 Arbitrage : Abdelkader Aouissi |

| 9 mars 1978 | Maroc     | 1 – 0 | Congo | Kumasi Sports Stadium, Kumasi                    |                                                  |
|             | Acila 28e |       |       | Spectateurs : 50 000 Arbitrage : Youssou N'Diaye | Spectateurs : 50 000 Arbitrage : Youssou N'Diaye |
|             | Rapport   |       |       | Spectateurs : 50 000 Arbitrage : Youssou N'Diaye | Spectateurs : 50 000 Arbitrage : Youssou N'Diaye |

3e journée
| 11 mars 1978 | Congo   | 0 – 0 | Tunisie | Kumasi Sports Stadium, Kumasi                       |
|              |         |       |         | Spectateurs : 20 000 Arbitrage : Salem Mohamed Adal |
|              | Rapport |       |         |                                                     |

| 11 mars 1978 | Ouganda                               | 3 – 0 | Maroc | Kumasi Sports Stadium, Kumasi                              |                                                            |
|              | Kisitu 13e · Nsereko 32e · Omondi 36e |       |       | Spectateurs : 20 000 Arbitrage : Théophile Lawson-Hétchéli | Spectateurs : 20 000 Arbitrage : Théophile Lawson-Hétchéli |
|              | Rapport                               |       |       | Spectateurs : 20 000 Arbitrage : Théophile Lawson-Hétchéli | Spectateurs : 20 000 Arbitrage : Théophile Lawson-Hétchéli |

### Demi-finales
| 14 mars 1978 | Ghana           | 1 – 0 | Tunisie | Accra Sports Stadium, Accra                      |                                                  |
|              | Abdul Razak 57e |       |         | Spectateurs : 10 000 Arbitrage : Yousef El-Ghoul | Spectateurs : 10 000 Arbitrage : Yousef El-Ghoul |
|              | Rapport         |       |         | Spectateurs : 10 000 Arbitrage : Yousef El-Ghoul | Spectateurs : 10 000 Arbitrage : Yousef El-Ghoul |

| 14 mars 1978 | Ouganda                | 2 – 1 | Nigeria | Kumasi Sports Stadium, Kumasi                       |                                                     |
|              | Nasur 11e · Omondi 58e |       | 54e Eyo | Spectateurs : 10 000 Arbitrage : Abdelkader Aouissi | Spectateurs : 10 000 Arbitrage : Abdelkader Aouissi |
|              | Rapport                |       |         | Spectateurs : 10 000 Arbitrage : Abdelkader Aouissi | Spectateurs : 10 000 Arbitrage : Abdelkader Aouissi |

### Match pour la3eplace
| 16 mars 1978 | Nigeria      | 2 – 0 (tapis vert) | Tunisie  | Accra Sports Stadium, Accra           |                                       |
|              | Mohammed 42e |                    | 19e Akid | Arbitrage : Théophile Lawson-Hétchéli | Arbitrage : Théophile Lawson-Hétchéli |
|              | Rapport      |                    |          | Arbitrage : Théophile Lawson-Hétchéli | Arbitrage : Théophile Lawson-Hétchéli |

### Finale
| 16 mars 1978 | Ghana           | 2 – 0 | Ouganda | Accra Sports Stadium, Accra                      |                                                  |
|              | Afriyie 38e 64e |       |         | Spectateurs : 40 000 Arbitrage : Yousef El-Ghoul | Spectateurs : 40 000 Arbitrage : Yousef El-Ghoul |
|              | Rapport         |       |         | Spectateurs : 40 000 Arbitrage : Yousef El-Ghoul | Spectateurs : 40 000 Arbitrage : Yousef El-Ghoul |

## Équipe type de la compétition
| Gardien | Défenseurs | Milieux | Attaquants | Sélectionneur |
| ------- | ---------- | ------- | ---------- | ------------- |
|         |            |         |            | Fred Osam-Duo |

## Meilleurs buteurs
- Omondi  Ouganda 3 buts
- Afriyie  Ghana 3 buts
- Odegbami  Nigeria 3 buts
- Kisitu  Ouganda 2 buts